# بایرن بلک
 بایرن بلک (انگلیسی: Byron Black؛ زاده ۶ اکتبر ۱۹۶۹) یک تنیس‌باز اهل زیمبابوه است.